# Флоріан Ларгача
Флоріан Ларгача Уртадо (ісп. Froilán Largacha Hurtado; 15 грудня 1823 — 5 травня 1892) — колумбійський правник і політик, член колегіального органу виконавчої влади (державний скарбничий), обраного Радою міністрів Сполучених Штатів Колумбії (10 лютого — 14 травня 1863).

## Біографія
Вивчав право в Університеті Кауки. Обіймав посаду судді в Попаяні та займався викладацькою діяльністю. Зрештою очолив альма-матер.
В лютому 1863 року Установчі збори Ріонегро призначили Державну раду (колегіальний орган виконавчої влади), до складу якої ввійшли п'ять представників від різних провінцій. Ларгача зайняв пост керівника казначейства. Рада в повному складі припинила свої повноваження 14 травня того ж року.
1866 року Ларгача знову зайняв пост голови казначейства в адміністрації президента Томаса Сіпріано де Москери. 1872 року був обраний до складу комісії, що мала запропонувати проєкт освітньої реформи.
Помер 1892 року в Боготі.